# Société nationale des conserveries du Sénégal
La Société nationale des conserveries du Sénégal (SNCDS), devenue fin 2012 la Société de conserverie en Afrique, est une entreprise de conserverie sénégalaise spécialisée sur la transformation du thon.

## Histoire
La société est créée en 1966 sous le nom de Conserverie du Sénégal, par une coopérative française du pays basque, Pêcheurs de France. Deux ans plus tard, le président du Sénégal, Léopold Sédar Senghor, inaugure une usine de conserves de thon d'une capacité de traitement de 15 000 tonnes pour cette société. Au début des années 1980, l'État du Sénégal devient le principal actionnaire, en rachetant des parts. La société est alors rebaptisée Société nationale des conserveries du Sénégal (SNCDS) . Puis il cède cette société à un industriel sénégalais, Matar Ndiaye, déjà propriétaire d'une entreprise d'une entreprise de surgélation et de congélation. Cet industriel conserve le même sigle, SNCDS, en donnant au N le sens de «nouvelle» et non plus de «nationale». Au début des années 2010, le groupe coréen Dongwon, aidé d'actionnaires locaux, acquiert cette société SNCDS qui devient la Société de conserverie en Afrique,. En 2016, la société compte 400 collaborateurs, à comparer à un effectif qui a été jusqu'à 1 500 personnes à l'époque 
de la SNCDS. Mais elle rencontre toujours des difficultés, financières et d'approvisionnement notamment.

## Activités
Cette société se consacre à la conserverie de thon. Elle a représenté 50 % de la production du Sénégal, exportée en grande partie vers l'Europe et notamment vers la France.